# Шателер, Иоганн Габриэль фон

Его могила в Венеции.

Маркиз Иоганн Габриэль фон Шателер (нем. Johann Gabriel von Chasteler, Жан Габриэль Жозеф Альбер дю Шатле де Курсель, фр. Jean Gabriel Joseph Albert du Chasteler et de Courcelles; 22 января 1763 — 7 мая 1825) — австрийский генерал-фельдцейхмейстер, в 1799 году генерал-квартирмейстер штаба Суворова.

## Биография
Родился 22 января 1763 года в замке Мольбэ (Maulbaix) недалеко от города Ат (тогдашние Австрийские Нидерланды, ныне в Бельгии), изучал инженерное дело в Меце и в 1776 году зачислен кадетом в австрийский 3-й пехотный полк имени герцога Лотарингского. Вместе с тем продолжал своё образование в инженерной академии Вены, в 1778 году участвовал в Войне за баварское наследство.
С 1781 по 1784 годы строил укрепления в Йозефштадте и Терезиенштадте в Чехии.
В 1788 году служил в Молдове под начальством принца Кобургского. В войне с Турцией был ранен при Хотине (потерял правую ногу). За сражение под Фокшанами получил чин майора и орден Марии Терезии (19 декабря 1790). В том же году, состоя при главной квартире князя Репнина, произвел военную съёмку Валахии.
В 1792—1794 годах выдвинулся в Бельгии, в борьбе с французами. В 1792 году в чине подполковника отличился при защите Намюрского замка, где попал в плен. В 1793 году участвовал в осадах Валансьена, Ле-Кенуа и Мобежа, а в сражении при Ватинии получил 8 ран. В 1795 году находился при осаде Ландресье и по взятии её привел верки в прежнее состояние.
Затем был переведён в генеральный штаб, был назначен комиссаром при проведении границы, размежевал границы земель, доставшихся Австрии при разделе Польши. В 1796 году произведен в генерал-майоры.
После мира в Кампо-Формио занялся размежеванием границ в бывшей Венецианской республике, наблюдая за проведением границы между Австрией и Цизальпинской республикой. В 1798 году произвел рекогносцировку Галиции, Тироля и Северной Италии.
В 1799 году назначен генерал-квартирмейстером австро-русской армии Суворова, отличился, под начальством фельдцейхмейстер Края, при Вероне и после в сражении при Требии и при осаде Александрии. При взятии цитадели города Алессандрии Шателер был опасно ранен картечью. Как отмечал А. Ф. Петрушевский, «честный и благородный Шателер держал постоянно сторону Суворова» (в сложных отношениях последнего с австрийским военным руководством). Генерал Жомини ссылается на воспоминания Шателера об этом периоде — вероятно, неопубликованные.
В 1800 году находился сначала при рейнской армии, а потом формировал милицию в Тироле. В 1801 году произведен в фельдмаршал-лейтенанты.
В 1805 году выказал отличие при защите Струбского прохода, в делах в Зальцбурге и изгнании Мармона из Греца.
В 1808 году заведовал постройкой укреплений в Коморне. В 1809 году командовал частью 8-го корпуса, который был предназначен для поддержки восстания тирольцев. Он вступил с 10 000 войска в Пустертальскую долину, проходя всюду как бы в триумфальном шествии, занял Иннсбрук, освободив весь Тироль от врага. Между тем, поражения австрийцев на Дунае сделали положение Шателера в Тироле крайне тяжёлым, вследствие чего он покинул южный Тироль и перешёл в северную часть страны. Южный Тироль был потерян. Французы и баварцы стали продвигаться вперед, а Шателер ничего не делал против надвигающейся беды, близоруко пренебрегая народным движением и народной войной. Несмотря на слабость своих сил, он дал 13 мая битву врагу, но при Вёргле был разбит наголову, бежал и во время бегства едва не был убит рассвирепевшим народом, так что одно время боялся показываться публично. Его поражение вызвало всеобщую панику. Шателер вывел свои войска из долины Инна и из Тироля. В прокламации Наполеона объявлялось, что «так называемый генерал австрийской службы Шатле-Курсель», «как виновник восстания тирольцев и ужасов, проделывавшихся над пленными французами и баварцами, где бы его ни взяли, должен быть представлен в военный суд и расстрелян в 24 часа», как «атаман разбойников».
После Шёнбруннского договора назначен военным губернатором в Тропау.
В 1811—1812 годах командовал войсками в Силезии.
В 1813 году привел Прагу в оборонительное положение. В войне 1813 года он командовал дивизией и играл второстепенную роль, участвовал в Дрезденском и Кульмском сражениях, затем произведен в генерал-фельдцейхмейстеры и назначен губернатором Терезиенштадта. После Лейпцига ему дан был под команду корпус Кленау. Во французском походе 1814 года Шателер не участвовал, а во время Венского конгресса он подготовил и написал ряд записок по военным вопросам.
В 1814 году губернатор Венеции, в 1824 году тайный советник.
Награды:
- Орден Марии Терезии, командорский крест (1799)
- Орден Марии Терезии, рыцарский крест (1790)
- Австрийский орден Леопольда, рыцарский крест (1809)
- Армейский крест 1813/14